# Trutskär
Trutskär är ett naturreservat i Kalix kommun i Norrbottens län.
Området är naturskyddat sedan 1997 och är 0,7 kvadratkilometer stort. Reservatet omfattar större delen av ön med detta namn och några rev i Kalix skärgård. Reservatet består av granskog med inslag av lövträd och en. 